# Jim Hanks
James Mathew Hanks (Shasta megye, Kalifornia, 1961. június 15.) amerikai színész, rendező, producer, szinkronszínész és forgató. Több kisebb szerepet is játszott filmekben, vendégszereplőként többször lehetett látni a televízióban, és gyakran helyettesíti bátyját, Tom Hankset. Számos rövidfilmet rendezett, filmezett. Hanks első filmje az 1993-as  Buford’s Beach Bunnies (1993) volt.

## Fiatalkora
James Mathew Hanks néven látta meg a napvilágot 1961. június 15-én a kaliforniai Shasta megyében.

## Karrierje
Hanks első komoly szerepe az 1993-as Buford’s Beach Bunnies-ban volt, ahol Jeeter Bufordot alakította. Mivel saját képességei alapján akarta megszerezni a szerepet, a meghallgatáson "Jim Matthews" éven vett részt, mely a (az első keresztneve, illetve a második megváltoztatott alakja). Bár a producerek felfedezték a „Tom Hanksszel való hasonlóságot”, a szerepet a saját humoros és színészi képességei alapján nyerte el, a Tom Hankshez fűződő viszonya pedig egészen a papírmunka megkezdéséig titokban maradt.
Az A Current Affairben kiderült, hogy Tom Hanks a Forest Gump filmben alakított főszereplő természetét Jim egy korábbi szerepe, Jeeter ostoba modora alapján formálta meg. Az ilyen jellemzők egyike Forest „elhíresült egyenetlen futása.” Mivel megjelenésében hasonlított a testvérére, így testdublőrként beugorhatott a Forrest Gump forgatásain. Mivel a hangja is nagyban hasonlít a testvéréére, így a Toy Story videó játékban valamint egyéb, későbbi termékekben is többször őt lehet hallani Sheriff Woody szerepében.
Hanks lett Geoffrey a zsiráf hangja a Toys "R" Us reklámjaiban 2001-ben, és ő Rudy hangja a Red Robin Gourmet Burgers reklámjaiban.
Vendégszerepelt a Dokik egy részében, ahol "Hooch" doktor partnereként "Dr. Turner" néven tűnt fel. (Ezzel is testvérének a Turner & Hooch filmjére utaltak).
O. Henry "The Ransom of Red Chief" művének 1998-as filmadaptációjában Hanks játszotta a postás szerepét, aki terjesztette a városi pletykákat.
Színpadon is szerepelt, ezek közé tartozik John Steinbeck Of Mice and Men című darabjában alakított "Lennie Small" is.
2016. novemberben Hanks vendégszerepelt egy internetes sorozatban, melynek Gary CK Needs Work volt a címe, s mellyel az FX Louie sorozatát akarták kiparodizálni.

## Magánélete
Hanks az ismert színész, Tom Hanks és a rovarszakértő Larry Hanks öccse, de tőlük külön nevelkedett. Miután szüleik, Amos és Janet Hanks 1961-ben elváltak, Jim édesanyjával Red Bluffba ment, míg testvérei, Tom, Larry és Sandra édesapjukkal maradtak. Az iskola elvégzése után Sacramentóba költözött, ahol pincérként dolgozott, majd 1988-ban átköltözött Los Angelesbe. A feleségét, Karen Praxelt recepciósként alkalmazó ügynökség biztatta, hogy kezdjen el színészkedni. Színész leckéket vett, majd B típusú filmekben szerepelt, és televíziós reklámokban lehetett hallani.
A Los Angeles-i központú "Feet First Films"-nél dolgozik, mely demófellépéseket szervez, és segíti a rövidfilmek forgatását. Hanks és Praxel egy gyermek szülője, jelenleg Venice-ben élnek Kaliforniában.

## Díjak és jelölések
| Év   | Díj            | Kategória              | Film       | Eredmény |
| ---- | -------------- | ---------------------- | ---------- | -------- |
| 1999 | Angyal Filmdíj | Legjobb mellékszereplő | Blood Type | Elnyerte |

## Filmográfia
| Év   | Cím                                                  | Rendező | Producer | Oeratőr | Színész | Szerep                | Jegyzetek                |
| ---- | ---------------------------------------------------- | ------- | -------- | ------- | ------- | --------------------- | ------------------------ |
| 1993 | Buford's Beach Bunnies                               |         |          |         | Igen    | Jeeter Buford         |                          |
| 1994 | Forrest Gump                                         |         |          |         | Igen    | Forrest Gump          | Tom Hanks' testdublőr    |
| 1995 | Portrait in Red                                      |         |          |         | Igen    | Detective Wilder      |                          |
| 1995 | Xtro 3: Watch the Skies                              |         |          |         | Igen    | Prvt. Friedman        |                          |
| 1997 | Psycho Sushi                                         |         |          |         | Igen    | Yuriel                |                          |
| 1999 | Blood Type                                           |         |          |         | Igen    | Stew                  |                          |
| 1999 | Baby Geniuses                                        |         |          |         | Igen    | Goon Ray              |                          |
| 1999 | Inferno                                              |         |          |         | Igen    | Turista busz soförje  |                          |
| 2000 | Blood on the Backlot                                 |         |          |         | Igen    | Holbrook              |                          |
| 2000 | Buzz Lightyear of Star Command: The Adventure Begins |         |          |         | Igen    | Woody                 | Hang Közvetlenül videóra |
| 2001 | Cahoots                                              |         |          |         | Igen    | Mr. Marsh             |                          |
| 2001 | Spirit Rising                                        |         |          |         | Igen    | Marv Chalsky          |                          |
| 2003 | Swing                                                |         |          |         | Igen    | Club Jimbo Maitre D'  |                          |
| 2004 | Purgatory House                                      |         |          |         | Igen    | Saint James           |                          |
| 2008 | Deadwater                                            |         |          |         | Igen    | Ensign Buford         |                          |
| 2008 | Wish                                                 | Igen    | Igen     | Igen    |         |                       | Rövidfilm                |
| 2008 | The Floor                                            | Igen    |          | Igen    |         |                       | Rövidfilm                |
| 2009 | Road to the Altar                                    |         |          |         | Igen    | Dick                  |                          |
| 2010 | Goofyfoot                                            |         |          |         | Igen    | Dad                   |                          |
| 2010 | Acts of Violence                                     |         |          |         | Igen    | Detective Mike        |                          |
| 2010 | Deception                                            |         | Igen     |         |         |                       | R9vidfilm koproducer     |
| 2010 | Collision                                            | Igen    | Igen     |         |         |                       | Rövidfilm                |
| 2011 | Seymour Sally Rufus                                  |         |          |         | Igen    | Doktor                |                          |
| 2011 | Hazelnut                                             | Igen    | Igen     | Igen    |         |                       | Rövidfilm Koproducer     |
| 2012 | Stolen Breath                                        |         |          |         | Igen    | Színész               |                          |
| 2012 | Coveting Roses                                       | Igen    | Igen     | Igen    |         |                       | Rövidfilm Író is         |
| 2013 | Automotive                                           |         |          |         | Igen    | Fulton detektiv       |                          |
| 2013 | Dog Gone Missing                                     |         |          | Igen    |         |                       | Rövidfilm                |
| 2013 | Odd Brodsky                                          |         |          |         | Igen    | Istent játszó színész |                          |
| 2013 | A Leading Man                                        |         |          |         | Igen    | Darren Brandl         |                          |
| 2017 | The Sex Trip                                         |         |          |         | Igen    | Matt Flannery         |                          |
| 2020 | Lamp Life                                            |         |          |         | Igen    | Woody                 | Rövidfilm                |

### Televízió
| Év        | Cím                                        | Szerep                             | Jegyzetek                                       |
| --------- | ------------------------------------------ | ---------------------------------- | ----------------------------------------------- |
| 1988      | Sunset Beach                               | Spike                              | Hang                                            |
| 1992      | Homefront                                  | #4 Labdajátékos                    | Epizód: "First Comes Love, Then Comes Marriage" |
| 1995      | The Clinic                                 |                                    |                                                 |
| 1996      | Toy Story Treats                           | Woody                              | Hang                                            |
| 1996      | Lois és Clark: Superman legújabb kalandjai | Les Barrish                        | Epizód: "It's a Small World After All"          |
| 1996      | Sabrina, a tiniboszorkány                  | Jerry                              | Epizód: "The True Adventures of Rudy Kazootie"  |
| 1997      | Night Man                                  |                                    | Epizód: "Face to Face"                          |
| 1998      | The Ransom of Red Chief                    | Postás                             | TV film                                         |
| 1998–1999 | JAG                                        | CPO Kyle Anderson Fő Kyle Anderson | Epizódok: "Jaggle Bells" "Yeah, Baby"           |
| 1999      | Smart Guy                                  |                                    | Episode: "From A to Double D"                   |
| 1999      | Big Guy and Rusty the Boy Robot            | Dwayne Hunter                      |                                                 |
| 2000      | Zoe, Duncan, Jack & Jane                   | Duane a kereskedő                  | Epizód: "Kiss of Death"                         |
| 2005      | Dokik                                      | Dr. Turner                         | Epizód: "My Faith in Humanity"                  |
| 2007      | Dexter                                     | Annoyed Man                        | Epizód: "The Dark Defender"                     |
| 2008      | Shark Swarm                                | Nick Atkins                        | TV film                                         |
| 2012      | I Married Who?                             | Igazgató                           | TV film                                         |
| 2012–2018 | Robot Chicken                              | Több hang                          | Hang 8 epizód                                   |
| 2014      | Rake                                       | Fred Luntz – Director              | Epizód: "50 Shades of Gay"                      |
| 2017      | Milo Murphy törvénye                       | Wilson kapitány                    | Hang Epizód: "The Note"                         |

### Videó játékok
| Év   | Cím                                       | Szerep                              |
| ---- | ----------------------------------------- | ----------------------------------- |
| 1996 | Toy Story: Activity Center                | Woody                               |
| 1996 | Animated Storybook: Toy Story             | Woody                               |
| 1999 | Toy Story 2: Activity Center              | Woody                               |
| 1999 | Toy Story 2: Buzz Lightyear to the Rescue | Woody                               |
| 2001 | Toy Story Racer                           | Woody                               |
| 2003 | Extreme Skate Adventure                   | Woody                               |
| 2004 | The Polar Express                         | Jegyvizsgáló, Télapó, Hobo, Scrooge |
| 2009 | Toy Story Mania!                          | Woody                               |
| 2010 | Toy Story 3: The Video Game               | Woody                               |
| 2011 | Kinect Disneyland Adventures              | Woody                               |
| 2012 | Kinect Rush: A Disney-Pixar Adventure     | Woody                               |
| 2013 | Disney Infinity                           | Woody                               |
| 2014 | Disney Infinity: Marvel Super Heroes      | Woody                               |
| 2015 | Disney Infinity 3.0                       | Woody                               |
| 2018 | Lego The Incredibles                      | Woody                               |
| 2019 | Kingdom Hearts III                        | Woody                               |